# Navaluenga
Navaluenga é um município da Espanha na província de Ávila, comunidade autónoma de Castela e Leão, de área 73,70 km² com população de 2261 habitantes (2007) e densidade populacional de 28,33 hab/km².

## Demografia
| Variação demográfica do município entre 1991 e 2004 | Variação demográfica do município entre 1991 e 2004 | Variação demográfica do município entre 1991 e 2004 | Variação demográfica do município entre 1991 e 2004 |
| --------------------------------------------------- | --------------------------------------------------- | --------------------------------------------------- | --------------------------------------------------- |
| 1991                                                | 1996                                                | 2001                                                | 2004                                                |
| 2045                                                | 2034                                                | 2011                                                | 2088                                                |